# 国道444号
国道444号（こくどう444ごう）は、長崎県大村市から佐賀県佐賀市に至る一般国道である。

## 概要
1999年（平成11年）3月、多良岳山地を貫通する平谷黒木トンネルが開通し、鹿島市と大村市が山越えルートで直結され全線が開通した。このトンネルが開通するまでは、多良岳山地を境に両市は分断されていた。一部区間にセンターラインがなく道幅がやや狭い区間が存在したが、道路整備やバイパスの開通に伴い、現在では全区間で快適に走行できる。
杵島郡白石町室島南交差点 - 有明干拓入口交差点間のルートについては、以前は室島南交差点から廻里津交差点を経由するルート（廻里津交差点まで国道207号と重複）だったが、現在はかつて広域農道に指定されていた区間を通るルートとなっている。
国道444号のバイパスとして、有明海沿岸道路（佐賀福富道路および福富鹿島道路）の建設が計画されている。

### 路線データ
一般国道の路線を指定する政令に基づく起終点および重要な経過地は次のとおり。
- 起点：大村市（桜馬場交差点 = 国道34号交点、長崎県道38号長崎空港線終点）
- 終点：佐賀県佐賀郡諸富町[注釈 2]（諸富橋西交差点 = 国道208号交点、佐賀県道・福岡県道19号諸富西島線起点、佐賀県道401号佐賀環状自転車道線上）
- 重要な経過地：鹿島市、佐賀県杵島郡有明町[注釈 3]、佐賀市（西与賀町）
- 総延長 : 80.2 km（佐賀県 65.7 km、長崎県 14.5 km）重用延長を含む。[3][注釈 4]
- 重用延長 : 6.3 km（佐賀県 6.3 km、長崎県 - km）[3][注釈 4]
- 未供用延長 : なし[3][注釈 4]
- 実延長 : 73.9 km（佐賀県 59.4 km、長崎県 14.5 km）[3][注釈 4]
  - 現道 : 63.7 km（佐賀県 49.3 km、長崎県 14.5 km）[3][注釈 4]
  - 旧道 : 0.2 km（佐賀県 0.2 km、長崎県 - km）[3][注釈 4]
  - 新道 : 9.9 km（佐賀県 9.9 km、長崎県 - km）[3][注釈 4]
- 指定区間：なし[4]

## 歴史
- 1982年（昭和57年）4月1日 - 一般国道444号指定。

長崎県道・佐賀県道2号大村鹿島線および福岡県道・佐賀県道13号大川鹿島線を国道444号として路線認定。
- 1999年（平成11年）3月 - 平谷黒木トンネル開通。
- 2007年（平成19年）3月28日 - 平谷バイパス開通[5]。
- 2009年（平成21年）3月31日 - 佐賀県告示第150号により、室島南交差点 - 有明干拓入口交差点間の経路を、室島南交差点から廻里津交差点を経由する経路（廻里津交差点まで国道207号と重複）から白石広域農道路と重複する経路に変更[1]。
- 2010年（平成22年）3月29日 - 寺井津バイパス開通[6]。
- 2021年（令和3年）4月1日 - 佐賀県告示第115号により、三王崎交差点 - 福所江橋東間の旧道（1.6 km）の国道指定が解除され、旧道は市道に降格[7]。

## 路線状況

### 別名・愛称
- 長崎県
  - しあわせ街道（大村市内）

### バイパス
- 長崎県
  - 平谷バイパス - 延長8.5 km、2007年（平成19年）3月28日開通[5]（大村市 - 佐賀県鹿島市）
- 佐賀県
  - 寺井津バイパス - 延長2.6 km、2010年（平成22年）3月29日開通[6]（佐賀市）

### 重複区間
- 国道207号（佐賀県鹿島市大字納富分・しめご交差点 - 杵島郡白石町大字深浦・室島南交差点）

### 道路施設

#### 橋梁
- 佐賀県
  - 中川橋（中川、鹿島市、国道207号重複区間内）
  - 武坂橋（鹿島川、鹿島市、国道207号重複区間内）
  - 百貫橋（塩田川、鹿島市、国道207号重複区間内）
  - 只江橋（只江川、杵島郡白石町）
  - 新直江橋（直江川、杵島郡白石町）
  - 住ノ江橋（六角川、杵島郡白石町 - 小城市） - 350 m（本橋249.7 m、陸橋100.3 m）。1955年（昭和30年）3月完成、1968年（昭和43年）3月まで13年間有料橋。基礎工事の際には干満差と軟弱地盤の対策で潜函工法を用いた[8]。
  - 福所江橋（福所江川、小城市 - 佐賀市）
  - 久保田橋（嘉瀬川、佐賀市） - 358.5 m、1970年（昭和45年）5月完成[9]。
  - 本庄江橋（本庄江川、佐賀市）
  - 今広江橋（八田江川、佐賀市）

#### トンネル
起点から
- 長崎県
  - 平谷黒木トンネル：延長1,889 m[10]、1999年（平成11年）竣工、大村市 - 佐賀県鹿島市
- 佐賀県
  - 中木庭トンネル：延長213 m、2007年（平成19年）竣工、鹿島市

## 地理

### 通過する自治体
- 長崎県
  - 大村市
- 佐賀県
  - 鹿島市 - 杵島郡白石町 - 小城市 - 佐賀市

### 交差する道路
| 交差する道路                                                                                        | 都道府県名 | 市町村名 | 市町村名 | 交差する場所       | 交差する場所             |
| --------------------------------------------------------------------------------------------------- | ---------- | -------- | -------- | ------------------ | ------------------------ |
| 国道34号                                                                                            | 長崎県     | 大村市   | 大村市   | 桜馬場2丁目        | 桜馬場交差点 / 起点      |
| 長崎県道257号大村外環状線                                                                           | 長崎県     | 大村市   | 大村市   | 池田2丁目          |                          |
| E34 長崎自動車道                                                                                    | 長崎県     | 大村市   | 大村市   | 池田2丁目          | 9 大村IC                 |
| 長崎県道252号多良岳大村線                                                                           | 長崎県     | 大村市   | 大村市   | 黒木町             |                          |
| 佐賀県道289号皿屋三河内線                                                                           | 佐賀県     | 鹿島市   | 鹿島市   | 東三河内           |                          |
| 佐賀県道208号大木庭武雄線                                                                           | 佐賀県     | 鹿島市   | 鹿島市   | 東三河内           |                          |
| 佐賀県道309号山浦肥前鹿島停車場線 重複区間起点                                                      | 佐賀県     | 鹿島市   | 鹿島市   | 大字納富分         |                          |
| 国道207号 / 中村バイパス 国道207号 / 鹿島バイパス                                                   | 佐賀県     | 鹿島市   | 鹿島市   | 大字納富分         | 辻交差点                 |
| 佐賀県道309号山浦肥前鹿島停車場線 重複区間終点                                                      | 佐賀県     | 鹿島市   | 鹿島市   | 大字納富分         | 納富分西交差点           |
| 佐賀県道282号奥山鹿島線                                                                             | 佐賀県     | 鹿島市   | 鹿島市   | 大字納富分         | 末光交差点               |
| 国道207号 / 現道 重複区間起点                                                                       | 佐賀県     | 鹿島市   | 鹿島市   | 大字納富分         | しめご交差点             |
| 佐賀県道282号奥山鹿島線                                                                             | 佐賀県     | 鹿島市   | 鹿島市   | 大字重ノ木         | 泉通り交差点             |
| 佐賀県道309号山浦肥前鹿島停車場線                                                                   | 佐賀県     | 鹿島市   | 鹿島市   | 大字高津原         |                          |
| 佐賀県道229号肥前鹿島停車場線                                                                       | 佐賀県     | 鹿島市   | 鹿島市   | 大字高津原         | 肥前鹿島駅前交差点       |
| 国道207号 / 中村バイパス                                                                            | 佐賀県     | 鹿島市   | 鹿島市   | 大字井手           | 百貫橋南交差点           |
| 佐賀県道324号久間深浦線                                                                             | 佐賀県     | 杵島郡   | 白石町   | 大字深浦           | 百貫橋北交差点           |
| 国道207号 重複区間終点 白石広域農道路 重複区間起点                                                  | 佐賀県     | 杵島郡   | 白石町   | 大字深浦           | 室島南交差点             |
| 白石広域農道路 重複区間終点                                                                         | 佐賀県     | 杵島郡   | 白石町   | 大字牛屋           | 有明干拓入口交差点       |
| 佐賀県道36号武雄福富線                                                                              | 佐賀県     | 杵島郡   | 白石町   | 大字福富           | 福富干拓入口交差点       |
| 佐賀県道43号牛津芦刈線 佐賀県道339号江北芦刈線                                                      | 佐賀県     | 小城市   | 小城市   | 芦刈町三王崎       | 三王崎北交差点           |
| 佐賀福富道路                                                                                        | 佐賀県     | 小城市   | 小城市   | 芦刈町道免         | 芦刈IC入口交差点 芦刈IC  |
| 佐賀県道48号佐賀外環状線 重複区間起点                                                               | 佐賀県     | 佐賀市   | 佐賀市   | 久保田町大字新田   | 久富交差点               |
| 佐賀県道401号佐賀環状自転車道線 重複区間起点                                                        | 佐賀県     | 佐賀市   | 佐賀市   | 嘉瀬町大字十五     |                          |
| 佐賀県道287号十五中原線                                                                             | 佐賀県     | 佐賀市   | 佐賀市   | 嘉瀬町大字十五     | 嘉瀬新町交差点           |
| 佐賀県道48号佐賀外環状線 重複区間終点 佐賀県道401号佐賀環状自転車道線 重複区間終点 佐賀南部広域農道 | 佐賀県     | 佐賀市   | 佐賀市   | 西与賀町大字高太郎 | 丸目交差点               |
| 佐賀県道313号飯盛戸ヶ里港線                                                                         | 佐賀県     | 佐賀市   | 佐賀市   | 東与賀町大字飯盛   |                          |
| 佐賀県道260号東与賀佐賀線 重複区間起点                                                              | 佐賀県     | 佐賀市   | 佐賀市   | 東与賀町大字田中   | 住吉交差点               |
| 佐賀県道260号東与賀佐賀線 重複区間終点                                                              | 佐賀県     | 佐賀市   | 佐賀市   | 東与賀町大字田中   | 作出（つくいで）交差点   |
| 佐賀県道49号佐賀空港線 / 旧道                                                                       | 佐賀県     | 佐賀市   | 佐賀市   | 川副町大字小々森   | 広江交差点               |
| 佐賀県道49号佐賀空港線                                                                              | 佐賀県     | 佐賀市   | 佐賀市   | 川副町大字小々森   | 小々森交差点             |
| 福岡県道・佐賀県道18号大牟田川副線 佐賀県道30号佐賀川副線 重複区間起点                              | 佐賀県     | 佐賀市   | 佐賀市   | 川副町大字鹿江     | 小々森入口交差点         |
| 佐賀県道30号佐賀川副線 重複区間終点                                                                 | 佐賀県     | 佐賀市   | 佐賀市   | 川副町大字鹿江     | 咾分（おとなぶん）交差点 |
| 佐賀県道285号大詫間光法停車場線 重複区間起点                                                        | 佐賀県     | 佐賀市   | 佐賀市   | 川副町大字早津江   | 中津交差点               |
| 福岡県道・佐賀県道18号大牟田川副線 重複区間起点                                                     | 佐賀県     | 佐賀市   | 佐賀市   | 川副町大字早津江   |                          |
| 福岡県道・佐賀県道18号大牟田川副線 重複区間終点                                                     | 佐賀県     | 佐賀市   | 佐賀市   | 川副町大字早津江   | 早津江橋西交差点         |
| 佐賀県道48号佐賀外環状線 佐賀県道285号大詫間光法停車場線 重複区間終点 佐賀南部広域農道              | 佐賀県     | 佐賀市   | 佐賀市   | 諸富町大字為重     | 柳の内交差点             |
| 有明海沿岸道路 / 大川佐賀道路                                                                       | 佐賀県     | 佐賀市   | 佐賀市   | 諸富町大字為重     | 諸富IC                   |
| 佐賀県道401号佐賀環状自転車道線 重複区間起点                                                        | 佐賀県     | 佐賀市   | 佐賀市   | 諸富町大字為重     |                          |
| 国道208号 佐賀県道・福岡県道19号諸富西島線 佐賀県道401号佐賀環状自転車道線 重複区間終点             | 佐賀県     | 佐賀市   | 佐賀市   | 諸富町大字諸富津   | 諸富橋西交差点 / 終点    |

### 交差する鉄道
- 大村線
- 西九州新幹線
- 長崎本線

## ギャラリー

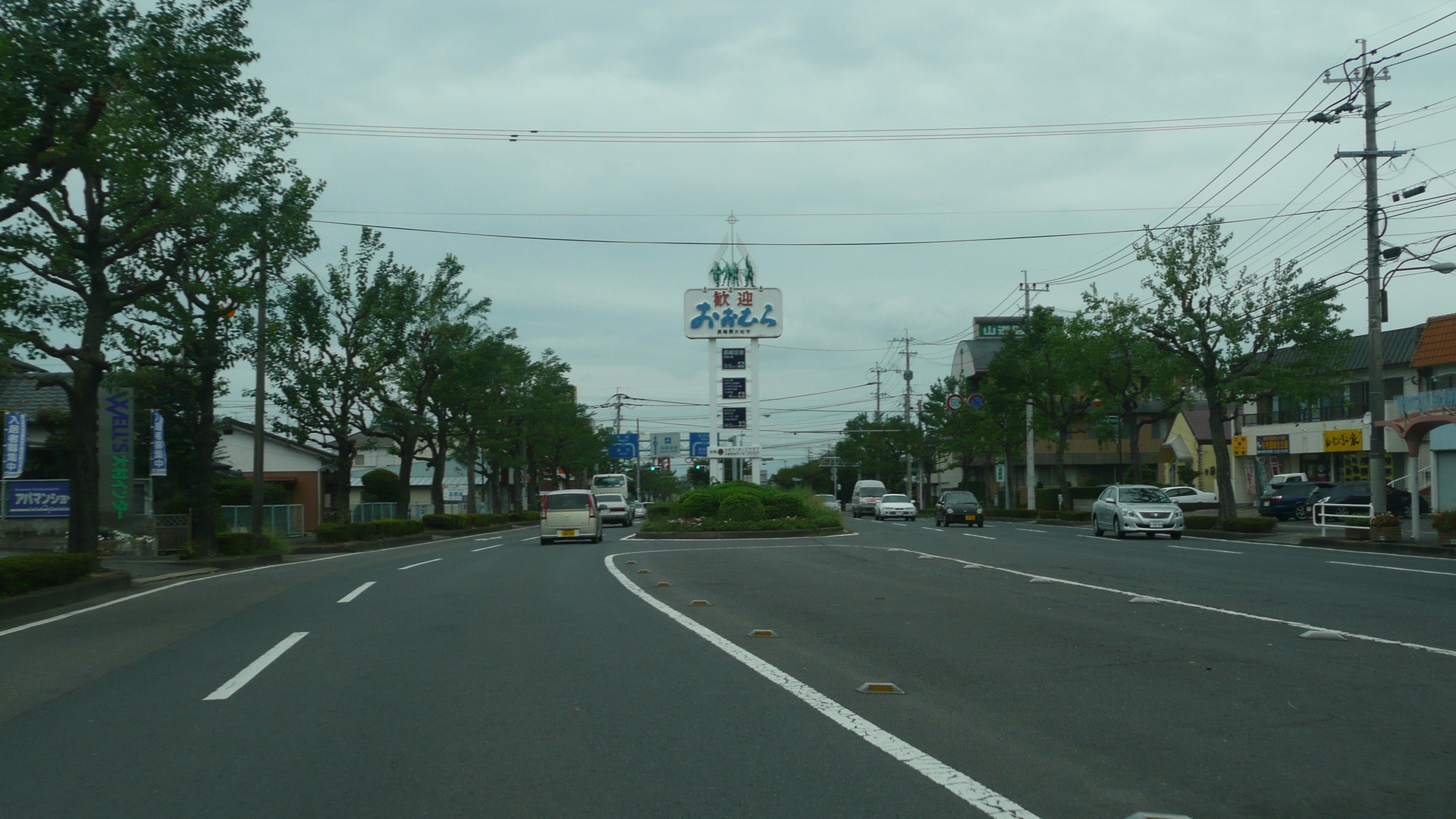
大村市内（長崎空港方面）
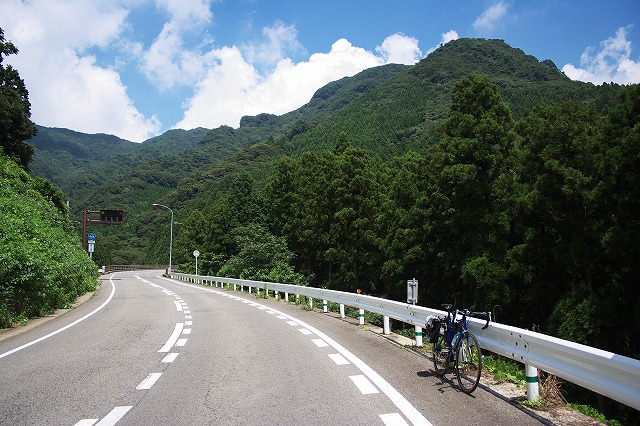
大村側の平谷黒木トンネル付近
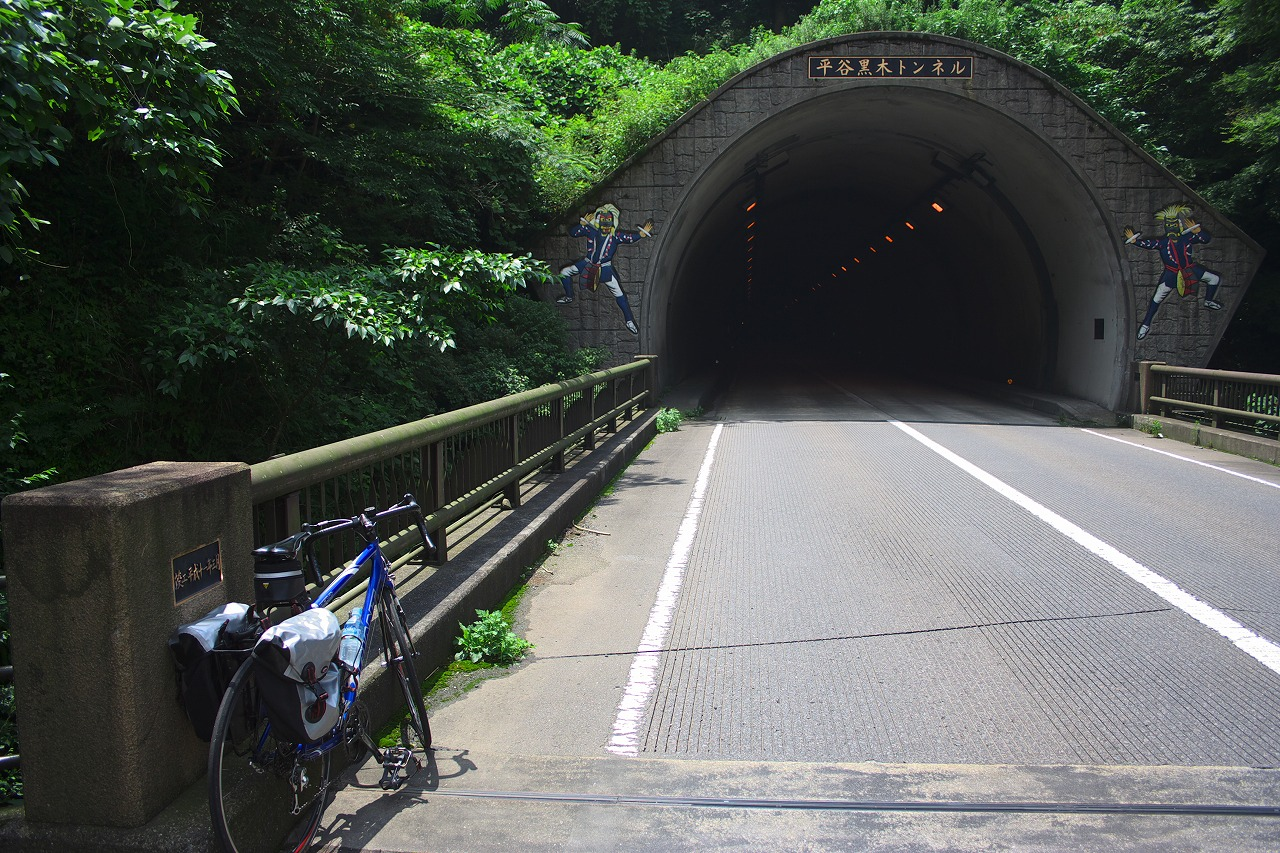
平谷黒木トンネル
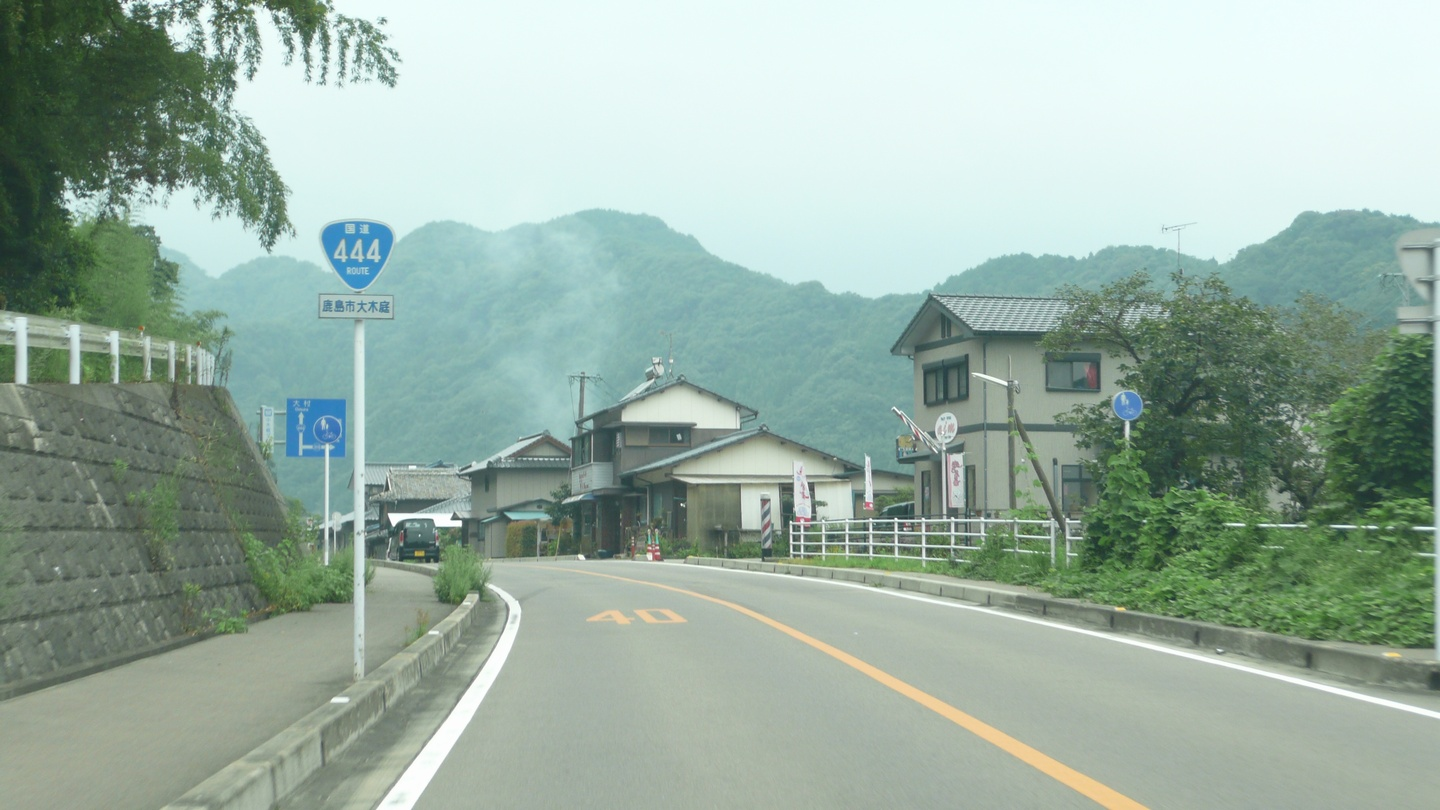
鹿島市大木庭（おおこば、大村市方面）
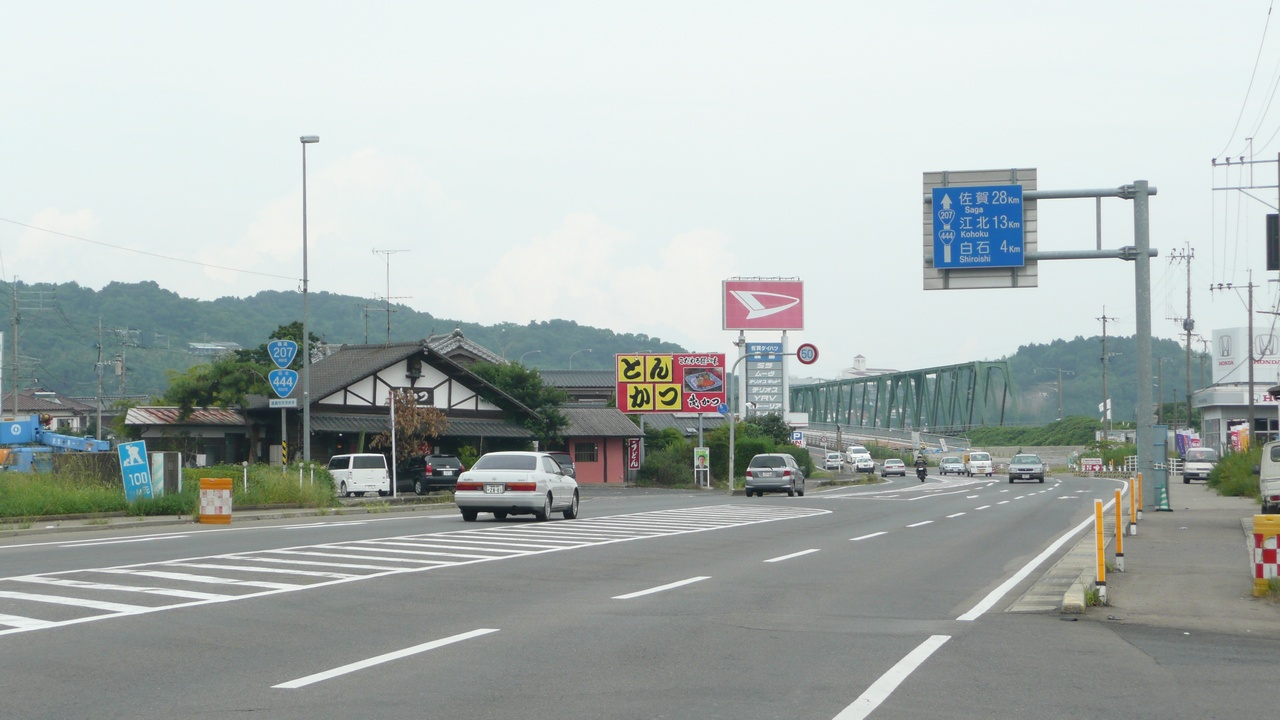
鹿島バイパス（国道207号との重複区間）
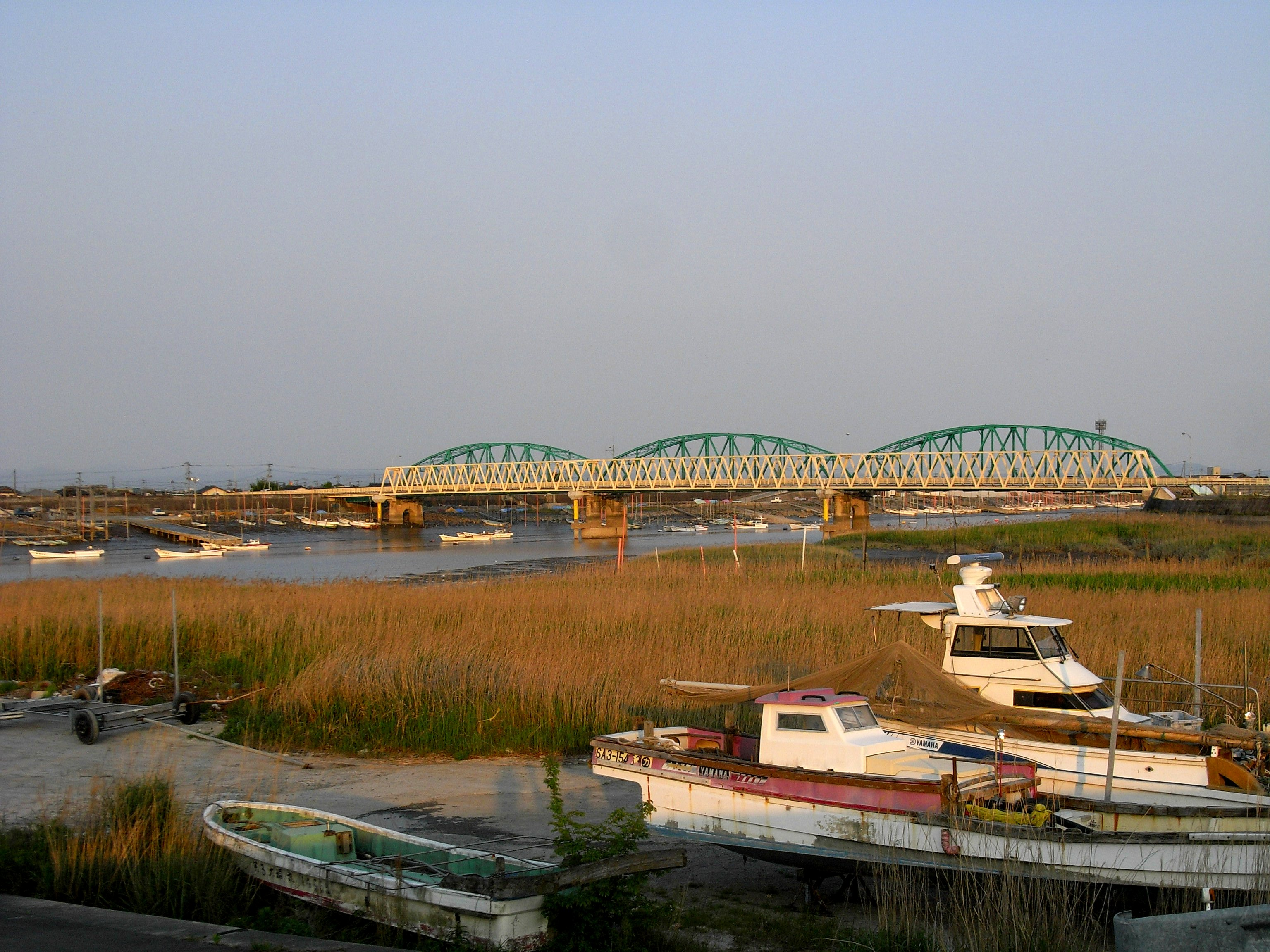
住ノ江橋
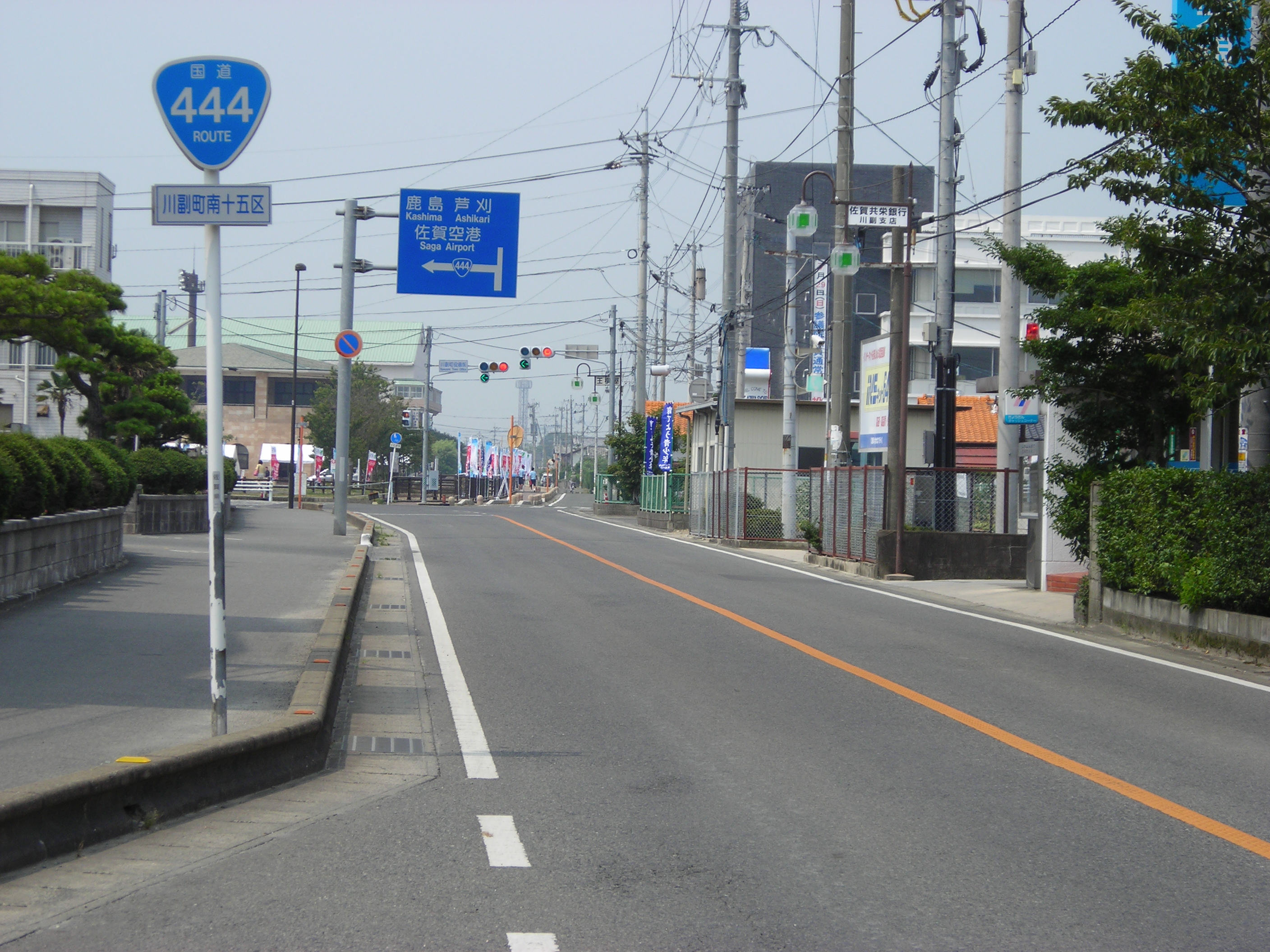
佐賀市川副町大字鹿江
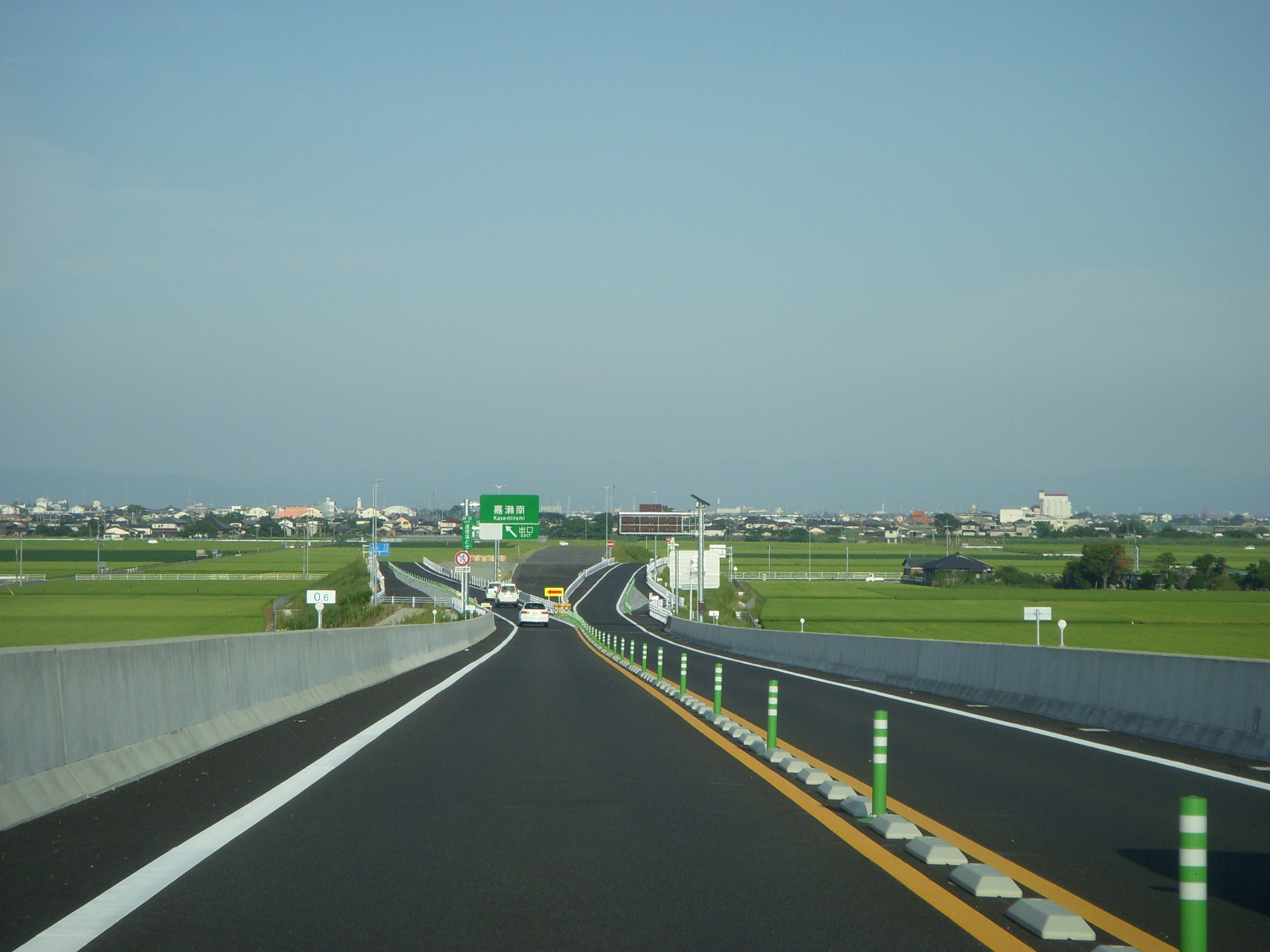
佐賀県側の有明海沿岸道路開通区間 嘉瀬南 - 久保田間